# Main-Kinzig-Kreis
Main-Kinzig-Kreis is een Landkreis in de Duitse deelstaat Hessen. Kreisstadt is Gelnhausen. De Landkreis telt 421.689 inwoners (31 december 2020) op een oppervlakte van 1.397,33 km². Op 31 december 2020 had 17,36% van de inwoners een niet-Duits staatsburgerschap (73.205 niet-Duitsers) en hadden 400 inwoners het Nederlandse staatsburgerschap.

## Steden en gemeenten
De volgende steden en gemeenten liggen in de Landkreis (inwoners op 30-06-2006):
| Steden - 1. Bad Orb (10.040) - 2. Bad Soden-Salmünster (13.848) - 3. Bruchköbel (20.796) - 4. Gelnhausen (21.763) - 5. Hanau, Stad met bijzondere status (88.618) - 6. Langenselbold (13.056) - 7. Maintal (37.957) - 8. Nidderau (20.018) - 9. Schlüchtern (17.280) - 10. Steinau an der Straße (11.146) - 11. Wächtersbach (12.415) | Gemeenten - 1. Biebergemünd (8.373) - 2. Birstein (6.570) - 3. Brachttal (5.328) - 4. Erlensee (12.690) - 5. Flörsbachtal (2.595) - 6. Freigericht (15.017) - 7. Großkrotzenburg (7.361) - 8. Gründau (14.756) - 9. Hammersbach (4.765) - 10. Hasselroth (7.403) - 11. Jossgrund (3.709) - 12. Linsengericht (9.754) - 13. Neuberg (5.196) - 14. Niederdorfelden (3.359) - 15. Rodenbach (11.384) - 16. Ronneburg (3.227) - 17. Schöneck (11.554) - 18. Sinntal (9.590) Gemeentevrij gebied - 1. Gutsbezirk Spessart |

Bergstraße · Darmstadt · Darmstadt-Dieburg · Frankfurt am Main · Fulda · Gießen · Groß-Gerau · Hersfeld-Rotenburg · Hochtaunuskreis · Kassel (stad) · Landkreis Kassel · Lahn-Dill-Kreis · Limburg-Weilburg · Main-Kinzig-Kreis · Main-Taunus-Kreis · Marburg-Biedenkopf · Odenwaldkreis · Offenbach am Main · Landkreis Offenbach · Rheingau-Taunus-Kreis · Schwalm-Eder-Kreis · Vogelsbergkreis · Waldeck-Frankenberg · Werra-Meißner-Kreis · Wetteraukreis · Wiesbaden
Bad Orb · Bad Soden-Salmünster · Biebergemünd · Birstein · Brachttal · Bruchköbel · Erlensee · Flörsbachtal · Freigericht · Gelnhausen · Großkrotzenburg · Gründau · Hammersbach · Hanau · Hasselroth · Jossgrund · Langenselbold · Linsengericht · Maintal · Neuberg · Niederdorfelden · Nidderau · Rodenbach · Ronneburg · Schlüchtern · Schöneck · Sinntal · Steinau an der Straße · Wächtersbach